# Matrix Games
Matrix Games és una empresa publicadora de videojocs, concretament en videojocs d'estratègia i videojocs bèl·lics. Estan situats a fora de Staten Island, Nova York.
Estan especialitzats en videojocs de guerra i videojocs d'estratègia per torns però la companyia es limita al mercat dels videojocs de guerra. Matrix Games va llançar un important títol de simulació de l'espai anomenat Starshatter - The Gathering Storm, en esports, va llançar un simulador de direcció del món del futbol, el Maximum-Football, i títols d'estratègia en temps real com Close Combat - Cross of Iron. Com en els seus títols, Matrix Games també té una gran varietat de desenvolupadors en el qual publiquen per ells. Veterans dels creadors dels videojocs de guerra poden ser SSG, 2by3 Games, i Panther Games com a innovadors i també Koios Works, Destroyer Studios, i Western-Civilization estaven en la llista de desenvolupadors de Matrix.

## Productes creats per Matric Games
- Across the Dnepr: Korsun Pocket Add-on
- Banzai! : For Pacific Fighters
- Battlefront
- Battleground Europe - World War II Online
- Battlegrounds: American Civil War
- Battlegrounds: Napoleonic Wars
- Battles in Italy
- Battles In Normandy
- Birth of America
- Black Powder Wars: Battles Of Napoleon
- Blitzkrieg: War in Europe 1939-1945
- Campaign Series: Matrix Edition
- Campaigns On The Danube
- Carriers at War
- Case Blue : For IL-2 or Forgotten Battles
- Chariots of War
- Close Combat - Cross of Iron
- Combined Arms: World War II
- Conquest of the Aegean
- Crown of Glory: Europe in the Age of Napoleon
- Empires in Arms
- Flashpoint Germany
- For Liberty!
- Forge of Freedom: The American Civil War 1861-1865
- Gary Grigsby's Eagle Day to Bombing the Reich
- Gary Grigsby's World At War
- Gary Grigsby's World at War: A World Divided
- Gates of Troy
- Guns Of August
- Harpoon 3 - Advanced Naval Warfare
- Highway to the Reich
- Korsun Pocket
- Legion Arena Gold
- Lock 'n Load: Band of Heroes
- Massive Assault
- Maximum-Football
- Norm Koger's The Operational Art of War III
- Pacific War: Matrix Edition
- Panzer Command: Operation Winter Storm
- PureSim Baseball 2007
- Reach for the Stars
- Spartan
- Star Chamber: The Harbinger Saga
- Starshatter - The Gathering Storm
- Starships Unlimited - Divided Galaxies
- Starships Unlimited v3
- Steel Panthers: World at War - Generals Edition
- Supremacy: Four Paths To Power
- The Last Days : For IL-2 Forgotten Battles
- Tin Soldiers: Alexander the Great
- Tin Soldiers: Julius Caesar
- Titans of Steel: Warring Suns
- UFO: Extraterrestrials
- Uncommon Valor (videojoc)
- War in Russia: Matrix Edition
- War In The Pacific
- War Plan Orange: Dreadnoughts in the Pacific 1922 - 1930
- World In Flames